# Trigonostylopidae
A Trigonostylopidae az emlősök (Mammalia) osztályába és az Astrapotheria rendjébe tartozó család.

## Rendszerezés
A családba az alábbi 3 nem tartozik:
- Shecenia Simpson, 1935
- Tetragonostylops Paula Couto, 1963
- Trigonostylops Ameghino, 1897 - típusnem[1][2]